# Ga Bang Kapi MRT
Ga Bang Kapi (tiếng Thái: สถานีบางกะปิ) là một ga Bangkok MRT trên Tuyến Vàng. Nhà ga nằm trên Đường Lat Phrao tại quận Bang Kapi, Băng Cốc. Nhà ga có bốn lối và nằm gần trung tâm mua sắm The Mall Bangkapi. Nó được mở cửa ngày 12 tháng 6 năm 2023 như một phần chạy thử nghiệm giữa Hua Mak và Phawana.

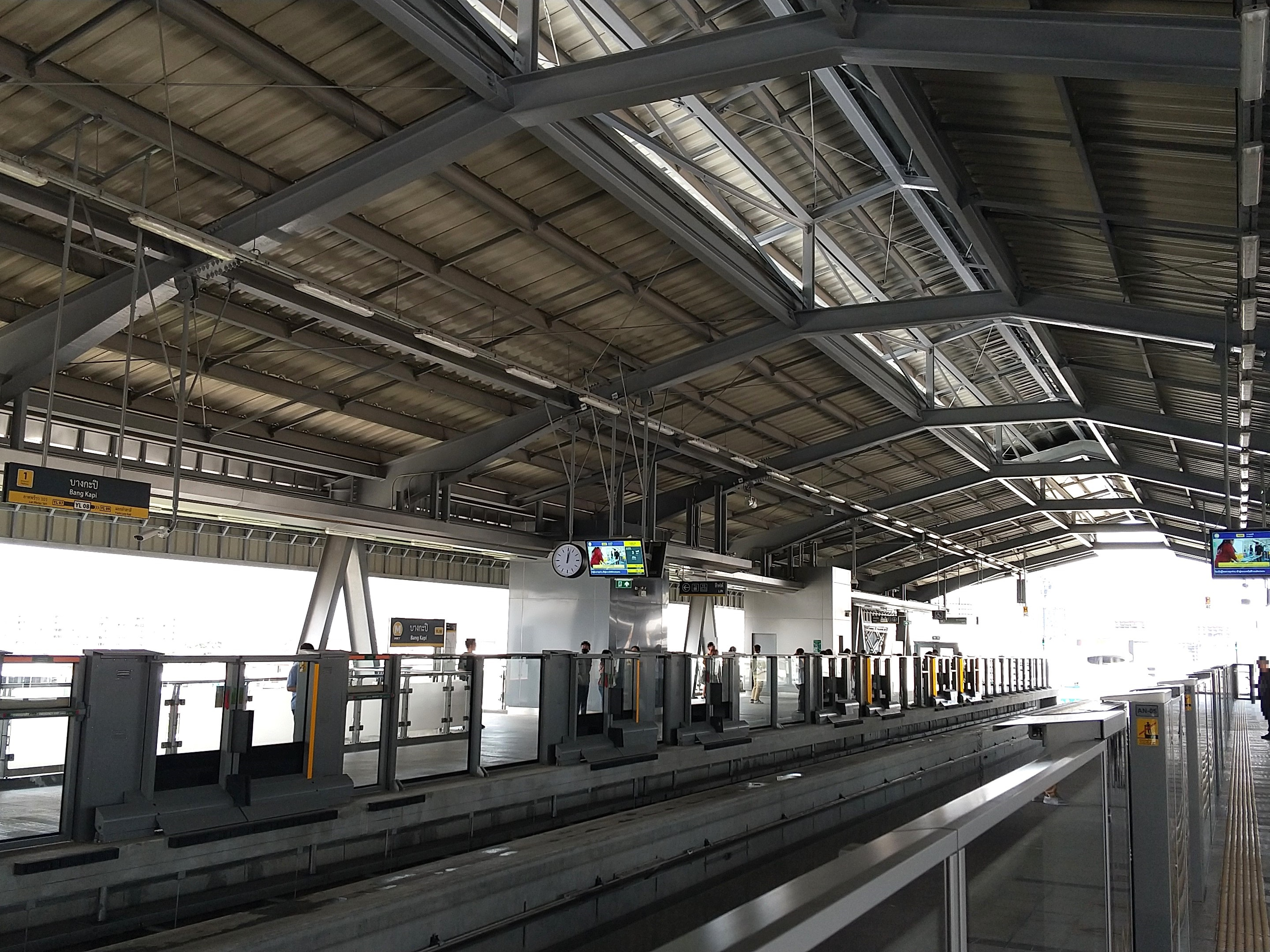
Ke ga